# 챔피언나무쥐
챔피언나무쥐(Pogonomys championi)는 쥐과에 속하는 설치류의 일종이다. 파푸아뉴기니에서만 발견된다.